# Strangalia solitaria
Strangalia solitaria es una especie de escarabajo longicornio del género Strangalia, categorizada en la tribu Lepturini, de la subfamilia Lepturinae. Fue descrita por Haldeman en 1847.

## Descripción
Mide 10-17 mm de longitud.

## Distribución
Se distribuye por Canadá y Estados Unidos.